# Касмалінка
Касмалі́нка (рос. Касмалинка) — село у складі Ребріхинського району Алтайського краю, Росія. Входить до складу Боровлянської сільської ради.

## Населення
Населення — 92 особи (2010; 126 у 2002).
Національний склад (станом на 2002 рік):
- росіяни — 95 %